# Каерна (Болцано)
Каерна је насеље у Италији у округу Болцано, региону Трентино-Јужни Тирол.
Према процени из 2011. у насељу је живело 203 становника. Насеље се налази на надморској висини од 1186 м.